# 蓝山雀属
藍山雀屬是雀形目山雀科下的一个属。

## 下属物种
本属包括以下物种：
- 青山雀 Cyanistes caeruleus (Linnaeus, 1758)
- 灰蓝山雀 Cyanistes cyanus (Pallas, 1770)
- 非洲青山雀 Cyanistes teneriffae (Lesson, 1831)

杂交种：
- Cyanistes cyanus x caeruleus

## 外部連結
- 维基共享资源上的相關多媒體資源：蓝山雀属
- 維基物種上的相關：蓝山雀属